# El Correo
El Correo, anteriorment conegut com El Correo Español-El Pueblo Vasco, és un diari matutí de pagament amb seu a Bilbao, pertanyent al Grup Vocento. Consta de deu edicions regionals, sis d'elles a la província de Biscaia: Biscaia, Ezkerraldea, Marge Dret, Duranguesado, Costa, Nerbion-Ibaizabal, Àlaba, Miranda de Ebro, Guipúscoa i La Rioja. S'edita principalment en castellà, encara que inclou articles i suplements en basc.
El diari El Pueblo Vasco, antecedent de El Correo, va ser fundat l'1 de maig de 1910 pels germans Gabriel i Emilio Ybarra de la Revilla. El diari seria intervingut pel govern republicà el 17 de juliol de 1936, reprenent l'activitat el 6 de juliol de 1937 després de l'ocupació franquista de Bilbao. El mateix dia va aparèixer El Correo Español, dependent de la Falange Española Tradicionalista y de las JONS, diari amb el qual es va fusionar el 13 d'abril de 1938.
Des de la dècada de 1970, El Correo va ser objectiu de les accions d'ETA i va sofrir atemptats contra les seves instal·lacions en diverses ocasions, inclòs l'assassinat del seu directiu Javier de Ybarra y Bergé el 1977.
Es tracta del diari més llegit de Biscaia i Àlaba i va superar el 60% de quota de mercat el 2007. Segons dades de l'Oficina de Justificació de la Difusió, compta amb una tirada mitjana de 137.725 exemplars diaris. D'altra banda, és el setè diari de pagament d'informació general més llegit d'Espanya, amb 520.000 lectors al dia.

## Història

### El Pueblo Vasco(1910-1936)
Va ser creat amb l'objectiu de recolzar al jove Partit Liberal Conservador d'Antoni Maura a Biscaia. Per això, s'associen amb l'editor del diari del mateix nom a Sant Sebastià, Rafael Picavea. El seu primer director va ser Juan de la Cruz Elizondo i la seva primera seu va estar a la plaça circular de Bilbao. El març de 1912 es va traslladar al carrer Ledesma. Aviat es va veure enfrontat amb el seu gran oponent, La Gaceta del Norte.
El 14 de juny de 1911, quan el diari portava tretze mesos al carrer, es va construir la Sociedad Civil El Pueblo Vasco de Bilbao, que va a durar 28 anys, fins a la seva dissolució a l'agost de 1939. Hi escriuen Gabriel i Emilio de Ybarra Revilla, Rafael Picavea, Luciano Zubiría, J. J. Zayas i J. L. Goyoaga. No hi figura Fernando de Ybarra per no restar independència al nou diari, ja que era líder del Partit Conservador. El primer consell d'administració de la Societat va quedar constituït d'aquesta manera: president, Rafael Picavea; vicepresident, Gabriel de Ybarra; vocals, Emilio de Ybarra, Luciano Zubiría, J. J. Zayas i J. L. Goyoaga.
En aquesta època col·laboraven amb el diari escriptors de la generació del 98 com Azorín, Valle-Inclán o Pío Baroja, així com Julio Camba, Concha Espina o Pedro Mourlane Michelena.
El 17 de juliol de 1936 el diari va ser intervingut pel govern republicà, després de mesos de censura i no va tornar-se a publicar fins a l'any següent.

### Fusió ambEl Correo Español(1937-1945)
El 6 de juliol de 1937 es publica a Bilbao el primer número d'El Correo Español, òrgan de la Falange Española Tradicionalista y de las JONS. Aquest mateix dia surt de nou El Pueblo Vasco al mercat.
El 13 d'abril de 1938 tots dos periòdics són obligats a fusionar-se pel govern franquista i van publicar-se des de llavors com El Correo Español-El Pueblo Vasco, sota el control de la Falange, que designa com a director a Santiago Nadal. La societat resultant és la societat anònima El Pueblo Vasco. Durant aquesta època es va denominar Diario de la Falange Española Tradicionalista y de las JONS.
El Correo Español - El Pueblo Vasco va disposar des d'aquesta època de la rotativa 'Goss' donada anys abans al diari Euzkadi pel magnat estatunidenc William Randolph Hearst. El govern basc de l'època no va destruir la rotativa i va ser confiscada pel nou govern i lliurada al nou projecte.
El 1939 Joaquín de Zugazagoitia, fins llavors articulista d'El Diario Vasco, passa a ser el director fins a convertir-se en alcalde de Bilbao.

### Bilbao Editorial (1945-1976)
El 1945 s'uneixen a la societat editora les famílies Echevarría i Bergareche, editors d'El Noticiero Bilbaíno. El 1947 adquireixen la major part del guipuscoà El Diario Vasco, recuperen la part apropiada pels falangistes i es converteixen en Bilbao Editorial.
El 1951 Alejandro Echevarría substitueix Ramón Sierra com a director, fins a 1966. El diari passa a ser l'organitzador de la Volta ciclista a Espanya el 1955.
El març de 1965, sent vicepresident Luis Bergareche, el diari es va traslladar al carrer Pintor Losada, al barri de Bolueta, i va abandonar el format gran pel tabloide i va augmentar així el nombre de pàgines.

### Des de 1976
El 1976 va superar en vendes al seu rival històric, La Gaceta del Norte i va convertir-se en el diari més venut del nord d'Espanya. En aquesta època va aparèixer per primera vegada la tira de Don Celes, de Luis del Olmo Alonso, que es manté fins avui.
En aquesta època ETA va segrestar i matar el llavors president del diari, Javier de Ybarra y Bergé.
En els anys 80 va treure una edició específica per al marge esquerre de la ria del Bilbao i va començar a sortir també els dilluns.
El 1984, l'empresa comença la seva expansió fora del País Basc amb la compra del càntabre El Diario Montañés, expansió que continuaria amb els anys fins a la formació de l'actual grup Vocento (anteriorment Grupo Correo Prensa Española).
Després d'anys anomenant-se comunament així i per intentar fer oblidar el seu passat franquista, el diari es va rebatejar finalment com El Correo. En aquest nou període han estat directors:
- Antonio Barrena, fins a la seva jubilació el 1990.
- Antonio Guerrero, des de 1990 fins a 1993.
- José Antonio Zarzalejos, des de 1993 fins a principis de 1998, quan es converteix en el director editorial del Grup Correo.
- Ángel Arnedo, des del 16 de gener de 1998 fins a 2007.
- Juan Carlos Martínez, des de 2007.

## Edicions
El periòdic té deu edicions, que cobreixen la informació d'una manera més local. Sis edicions cobreixen la província de Biscaia i altres quatre cobreixen Àlaba, La Rioja, Guipúscoa i Miranda de Ebro.